# Región de Magallanes y de la Antártica Chilena
Die Región de Magallanes y de la Antártica Chilena (Region XII; deutsch Region von Magellan und der chilenischen Antarktis) ist die südlichste Region in Chile. Sie besteht aus zwei Teilen, der Region Magallanes und der Chilenischen Antarktis, die von Chile seit 1940 beansprucht wird. Sie umfasst eine Fläche von 132.291,1 km² (ohne die Chilenische Antarktis mit 1.250.000 km²) sowie 166.533 Einwohner (einschließlich Antarktis) nach der Volkszählung des Jahres 2017. Die Hauptstadt der Region ist Punta Arenas.
Magallanes ist nach Ferdinand Magellan benannt, dem Entdecker der Magellanstraße 1520. Patagonien und Feuerland sind die bekanntesten Regionen in diesem Gebiet. Im Norden grenzt Magallanes an die Region XI Aisén, im Osten an Argentinien. Die Magellanstraße ist der wichtigste Zugang der Region zum Atlantik.

## Geschichte
Die ersten Paläo-Indianer kamen bereits zwischen 9800 v. Chr. und 8280 v. Chr. nach Feuerland. Im 17. Jahrhundert, zur Zeit der Ankunft der ersten Europäer in Feuerland, können vier Gruppen von Ureinwohnern unterschieden werden: die Landnomaden der Selk’nam (Ona) und der Haush (Manek’enk), die im Landesinneren bzw. im Südwesten der Hauptinsel siedelten und die Seenomaden der Kawesqar (Alakaluf) und der Yámana (Yaghan), die am westlichen und südlichen Küstenstreifen lebten. Die genaue Zahl der einzelnen Bevölkerungsgruppen kann aufgrund ihrer Lebensweise als Jäger und Sammler für das 17. Jahrhundert auf insgesamt 12.000 geschätzt werden.
Der portugiesische Generalkapitän Ferdinand Magellan entdeckte diese Magellanstraße auf seiner Weltumsegelung mit einer Flotte von fünf Schiffen und 237 Mann Besatzung. Am 21. Oktober 1520, dem Tag der 11.000 Jungfrauen, sichtete Magellan in der Nähe des 52. Breitengrades ein Kap und nennt es „Kap der Jungfrauen“ – Cabo Virgenes. Ein furchtbarer, mehr als 36 Stunden dauernder Sturm trieb an Allerheiligen (1. November) 1520 zwei seiner Schiffe in eine Bucht, die sich im weiteren Verlauf als Durchfahrt vom Atlantischen zum Pazifischen Ozean erwies. Magellan gab diesem Kanal zunächst den Namen Estreito de Todos los Santos (Kanal von Allerheiligen).
Ein Landungstrupp wurde zur Nordküste geschickt, in jene raue und kalte Gegend, die Magellan zuvor Patagonien genannt hatte. Doch außer einer alten Grabstätte mit zweihundert menschlichen Skeletten konnten die Matrosen nichts entdecken. Im Süden der Meerenge hingegen, berichtet Pigafetta, der Chronist Magellans, „erblickten wir des Nachts viele Feuer“. Der Generalkapitän nannte das Land entsprechend „Tierra del Fuego“, Land des Feuers.

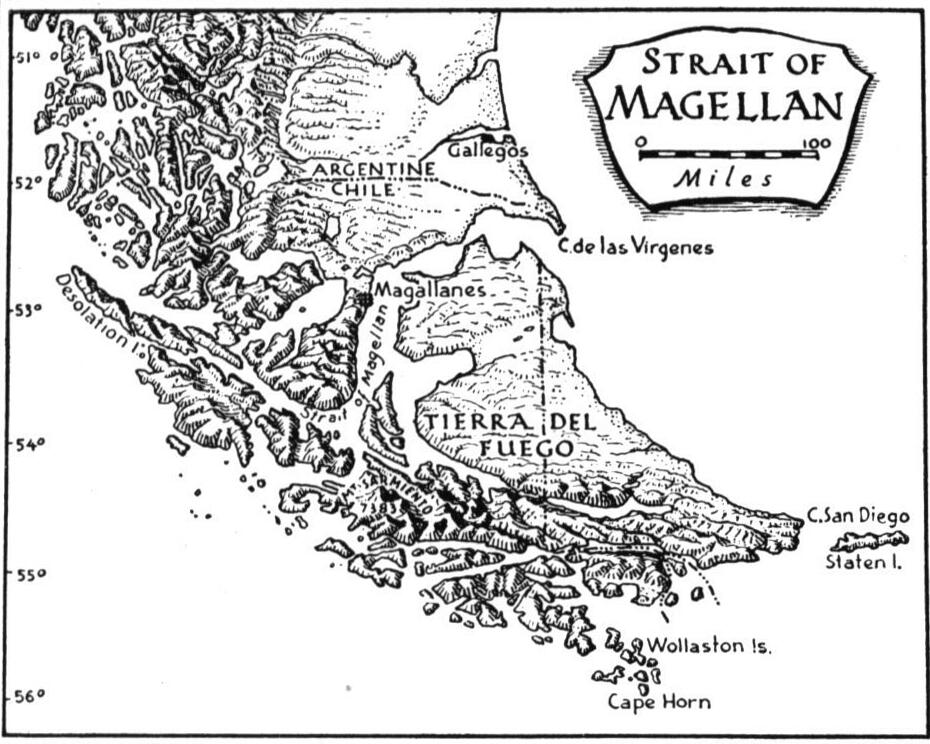
Historische Karte der Magellanstraße

Juan Fernández Ladrillero erforschte 1557 die Gegend um die Magellanstraße. Die Spanier begannen ab 1579 mit dem Bau kleiner Militärbasen an der Magellanstraße. Der Ort Puerto del Hambre („Hafen des Hungers“) wurde im März 1584 von Pedro Sarmiento de Gamboa gegründet und hieß damals Rey Don Felipe. Die ersten spanischen Siedler starben den Hungertod aufgrund der kargen Vegetation. Der englische Pirat Thomas Cavendish fand 1587 die Ruinen der Siedlung. Rund 300 Siedler waren verhungert bzw. erfroren.
1843 wurde Fuerte Bulnes gegründet. Unter den Gründern befand sich der deutsche Seeoffizier Bernhard Philippi (spanisch: Bernardo Philippi) als wissenschaftlicher Assistent der Expedition. Dieses Unternehmen sicherte die Eingliederung der Magellanstraße in das Hoheitsgebiet Chiles.
1848 wurde von Fuerte Bulnes zum besser gelegenen Punta Arenas übergesiedelt. Es folgten die Gründungen von Porvenir 1894, Puerto Natales 1911 und Puerto Williams 1953.
Der Abenteurer und Kapitän Hermann Eberhard bereiste 1892 West-Patagonien und gründete die erste deutsche Siedlung in Süd-Chile namens Puerto Consuelo. Dort errichtete er eine große Schaffarm. 1895 entdeckte er westlich des Nationalpark Torres del Paine in der Höhle von Milodon das Skelett eines Riesenfaultiers. Die Höhle ist heute eines der meistbesuchten Touristenziele im Bereich von Puerto Natales. Zu Ehren von Hermann Eberhard wurde ein Fjord nach ihm benannt, der Fjordo Eberhard. Eberhard gilt in Chile als eine der großen Persönlichkeiten bei der Erschließung der Region Magallanes.
Ab 1893 verschärften sich die Grenzprobleme mit Argentinien, nachdem Bolivien einen Teil der Puna de Atacama an Argentinien abgetreten hatte. Diese war seit dem Salpeterkrieg von Chile besetzt. Zwischen Chile und Argentinien kam es zu einem Wettrüsten. Erst der britische König Eduard VII. konnte 1902 den Grenzstreit schlichten. Patagonien und Feuerland wurden neu aufgeteilt; davon fielen 54.000 km² an Chile und 40.000 km² an Argentinien.
Der Beagle-Konflikt eskalierte im Dezember 1978 mit kriegerischen Drohungen Argentiniens gegen Chile. Die Inseln Lennox, Picton und Nueva im Beagle-Kanal wurden zum Streitpunkt, insbesondere da in der Gegend größere Öl-Reserven vermutet wurden. Der Streit wurde erst durch Vermittlung von Papst Johannes Paul II. friedlich beigelegt. Der Freundschafts- und Friedensvertrag von 1984 zwischen Chile und Argentinien wurde in Rom am 29. November 1984 unterschrieben und später in beiden Ländern ratifiziert.

## Verwaltungsstruktur
Die Region XII besteht aus vier Provinzen mit 11 Gemeinden (Comunas):
| Provinz           | Verwaltungszentrum | Kommune             | Einwohner (2017) |  |
| Antártica Chilena | Puerto Williams    | 1 Antártica         | 138              |  |
| Antártica Chilena | Puerto Williams    | 2 Cabo de Hornos    | 2.063            |  |
| Magallanes        | Punta Arenas       | 3 Laguna Blanca     | 274              |  |
| Magallanes        | Punta Arenas       | 4 Punta Arenas      | 131.592          |  |
| Magallanes        | Punta Arenas       | 5 Río Verde         | 617              |  |
| Magallanes        | Punta Arenas       | 6 San Gregorio      | 799              |  |
| Tierra del Fuego  | Provenir           | 7 Provenir          | 6.801            |  |
| Tierra del Fuego  | Provenir           | 8 Primavera         | 1.158            |  |
| Tierra del Fuego  | Provenir           | 9 Timaukel          | 405              |  |
| Última Esperanza  | Puerto Natales     | 10 Natales          | 21.477           |  |
| Última Esperanza  | Puerto Natales     | 11 Torres del Paine | 1.209            |  |

## Geografie und Klima

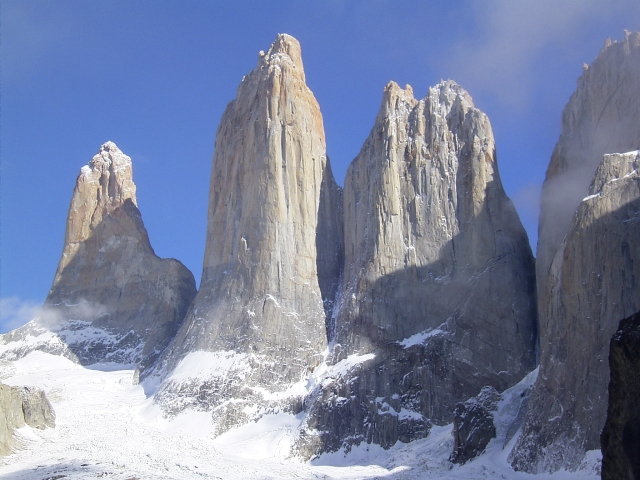
Torres del Paine (Provinz Última Esperanza)

Die Westküste von Magallanes ist von vielen Inseln durchzogen, deren größte Feuerland ist. Große Teile im Norden der Region an der argentinischen Grenze sind vergletschert und liegen im riesigen Nationalpark Bernardo O’Higgins. Wohl der berühmteste Nationalpark in Chile ist der Nationalpark Torres del Paine nördlich von Puerto Natales.

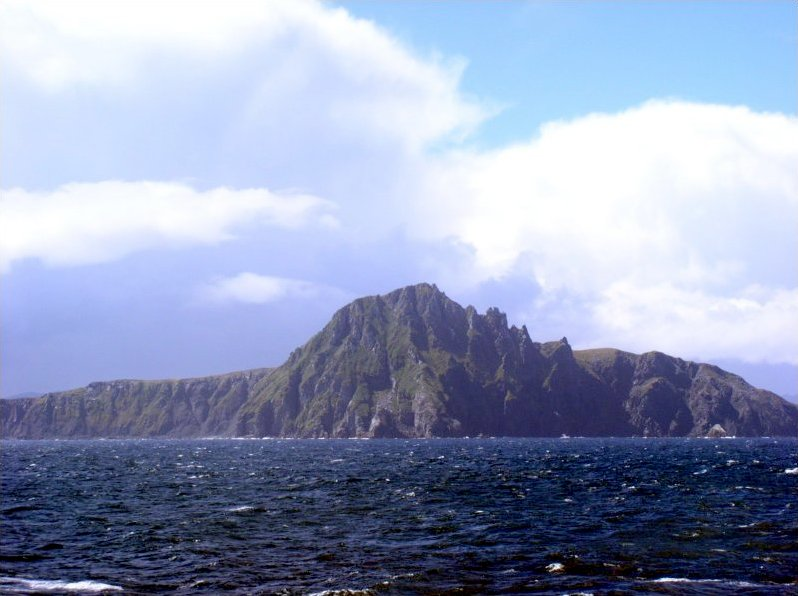
Kap Hoorn am „Ende der Welt“

Punta Arenas liegt auf der Brunswick-Halbinsel an der Magellanstraße; sie ist die wichtigste und größte Stadt der Region. Danach beginnt Feuerland, dessen westlicher und südlicher Teil zu Chile gehören; hier liegt die Stadt Porvenir. Puerto Williams, angeblich die südlichste Stadt der Welt, liegt auf der Insel Navarino. Über die Magellanstraße hat Chile Zugang zum Atlantik.
Das Gebirge Cordillera Darwin bildet mit fast 2500 m hohen Bergen den letzten großen Höhenzug der Anden in Südamerika.
Der südlichste Punkt Chiles sind die Diego-Ramírez-Inseln, rund 100 km südlich von Kap Hoorn.
Die Jahrestemperaturen in Punta Arenas schwanken um 6 °C, die Niederschläge verteilen sich auf das ganze Jahr, wobei etwa 425 mm/Jahr fallen. Im Bereich der Anden und Gletscher herrschen bereits eisige Temperaturen; hier sind die Regenmengen bereits mit 2000 mm/Jahr recht hoch. Noch höher sind sie an der Westküste mit bis zu 3500 mm/Jahr.

## Tourismus
Feuerland und Torres del Paine sind sicherlich die meist frequentierten Touristenziele. Punta Arenas ist meist der Ausgang für Exkursionen per Fähre oder Flugzeug. Puerto Williams dient als Startpunkt zum Kap Hoorn, in die Chilenische Antarktis und zu den Pinguin-Kolonien.

## Wirtschaft
Neben dem Tourismus sind die Haupteinnahmequellen Rohstoffe wie Erdöl, Erdgas, Kalkstein und Kohle.